# Chirostoma aculeatum
Espèce
Statut de conservation UICN

PEWA2ae : Peut-être éteint à l'état sauvage
Chirostoma aculeatum est une espèce de poissons de la famille des Atherinopsidae.

## Répartition
On retrouve ce poisson au Mexique, il est endémique du bassin de la rivière Lerma, au nord de Mexico.

## Description
Dans sa publication de 1973, l'auteur indique que cette espèce mesure entre 52 et 109,4 mm de longueur standard (excluant la nageoire caudale).

## Menacé
L'espèce est en déclin à cause de la pollution de l'eau et des barrages qui ont été construits. Elle serait peut-être éteinte à l'état sauvage.

## Systématique
L'espèce Chirostoma aculeatum a été décrite en 1973 par Clyde D. Barbour (d),.

## Étymologie
Son épithète spécifique, du latin aculeatum, « pointu », fait référence à son museau.

## Publication originale
- (en) Clyde D. Barbour, « The systematics and evolution of the genus Chirostoma Swainson (Pisces, Atherinidae) », Tulane Studies in Zoology and Botany, vol. 18, no 3,‎ 16 mars 1973, p. 97-141 (ISSN 0082-6782 et 2169-0790, lire en ligne).